# Elenco delle persone incriminate presso la Corte Penale Internazionale
L'elenco delle persone incriminate presso la Corte Penale Internazionale comprende tutti gli individui che hanno subito un'incriminazione da parte della Corte, in conformità con lo Statuto di Roma. Un individuo viene incriminato quando una Camera Preliminare emette un mandato di arresto o una citazione a comparire, dopo aver stabilito che "esistono ragionevoli motivi per ritenere che la persona abbia commesso un crimine rientrante nella giurisdizione della Corte".
Un mandato di arresto viene emesso quando risulta necessario "per garantire la presenza della persona al processo, per assicurarsi che non ostacoli o metta in pericolo l'indagine o i procedimenti giudiziari, o, se applicabile, per impedire che continui a commettere il crimine o un crimine correlato che rientra nella giurisdizione della Corte e che deriva dalle stesse circostanze".
La Camera Preliminare emette invece una citazione a comparire se ritiene che questa sia sufficiente per garantire la presenza della persona dinanzi alla Corte.

## Persone incriminate
- Thomas Lubanga Dyilo ( RD del Congo):

Condannato nel 2012 per il reclutamento e l’arruolamento forzato di bambini soldato tra il 2002 e il 2003.
- Germain Katanga ( RD del Congo):

Condannato nel 2014 per crimini di guerra, inclusi omicidio e saccheggio.
- Jean-Pierre Bemba ( RD del Congo):

Inizialmente condannato per crimini contro l’umanità e di guerra, ma successivamente assolto in appello nel 2018.
- Omar al-Bashir ( Sudan):

Incriminato per genocidio, crimini contro l’umanità e crimini di guerra legati al conflitto in Darfur.
- Saif al-Islam Gheddafi ( Libia):

Accusato di crimini contro l’umanità durante la rivolta del 2011.
- Joseph Kony ( Uganda):

Leader del Lord’s Resistance Army, incriminato per crimini contro l’umanità e crimini di guerra.
- Laurent Gbagbo ( Costa d'Avorio):

Accusato di crimini contro l’umanità per violenze post-elettorali, assolto nel 2019.
- Vladimir Putin ( Russia):

Incriminato il 17 marzo 2023 per crimini di guerra legati all'Invasione russa dell'Ucraina, tra cui la deportazione illegale di bambini dall’Ucraina alla Russia.
- Marija L'vova-Belova ( Russia):

Commissaria per i diritti dell’infanzia, accusata per il suo ruolo nella deportazione illegale di minori ucraini.
- Sergej Šojgu ( Russia)

Ex ministro della difesa, accusato per il suo ruolo nei bombardamenti contro l'infrastruttura energetica ucraina.
- Mohammed Diab Ibrahim Al-Masri ( Palestina):

Accusati di crimini di guerra e contro l’umanità durante il massacro del festival musicale Supernova.
- Benjamin Netanyahu ( Israele):

Accusato di crimini di guerra e contro l’umanità per le operazioni militari a Gaza nel 2023.
- Yoav Gallant ( Israele):

Accusato di crimini di guerra e contro l’umanità per le operazioni militari a Gaza nel 2023.
- Patrice-Edouard Ngaïssona ( Rep. Centrafricana):

Accusato di crimini contro l’umanità e di guerra per il ruolo nei conflitti interni.